# Ihr werdet weinen und heulen
Ihr werdet weinen und heulen (Vous allez gémir et vous lamenter) (BWV 103) est une cantate religieuse de Johann Sebastian Bach, composée à Leipzig en 1725 pour le troisième dimanche après Pâques qui tombait cette année-là le 22 avril. Pour cette destination liturgique, deux autres cantates ont franchi le seuil de la postérité : les BWV 12 et 146.
Bach compose la cantate au cours de sa deuxième année comme Thomaskantor à Leipzig et la dirige pour la première fois le 22 avril 1725. Il la dirige de nouveau le 15 avril 1731 à Leipzig. C'est la première des neuf cantates sur des textes de Christiana Mariana von Ziegler que Bach compose à la fin de son second cycle annuel de cantates de Leipzig. S’inspirant du discours d'adieu de l’Évangile, dans lequel Jésus annonce son départ et dit « votre tristesse se changera en joie », Bach oppose la musique de la tristesse à celle de la joie, notamment dans l'inhabituel premier mouvement où il insère un récitatif presque opératique de Jésus dans la disposition en fugue du choral. L'architecture du mouvement combine des éléments de la forme concerto grosso habituelle avec la plus ancienne forme du motet lié au texte. Bach attribue à une inhabituelle flauto piccolo (flûte à bec descendant en ré) le rôle d'instrument obbligato dans une aria contemplant la douleur de l’absence de Jésus considéré comme un médecin qui doit panser les plaies des péchés. Bach prévoit une trompette dans un seul mouvement, une aria exprimant la joie du retour prévu de Jésus. La cantate en six mouvements se clôt avec un choral qui reprend la neuvième strophe du psaume Barmherzger Vater, höchster Gott de Paul Gerhardt.

## Histoire et livret

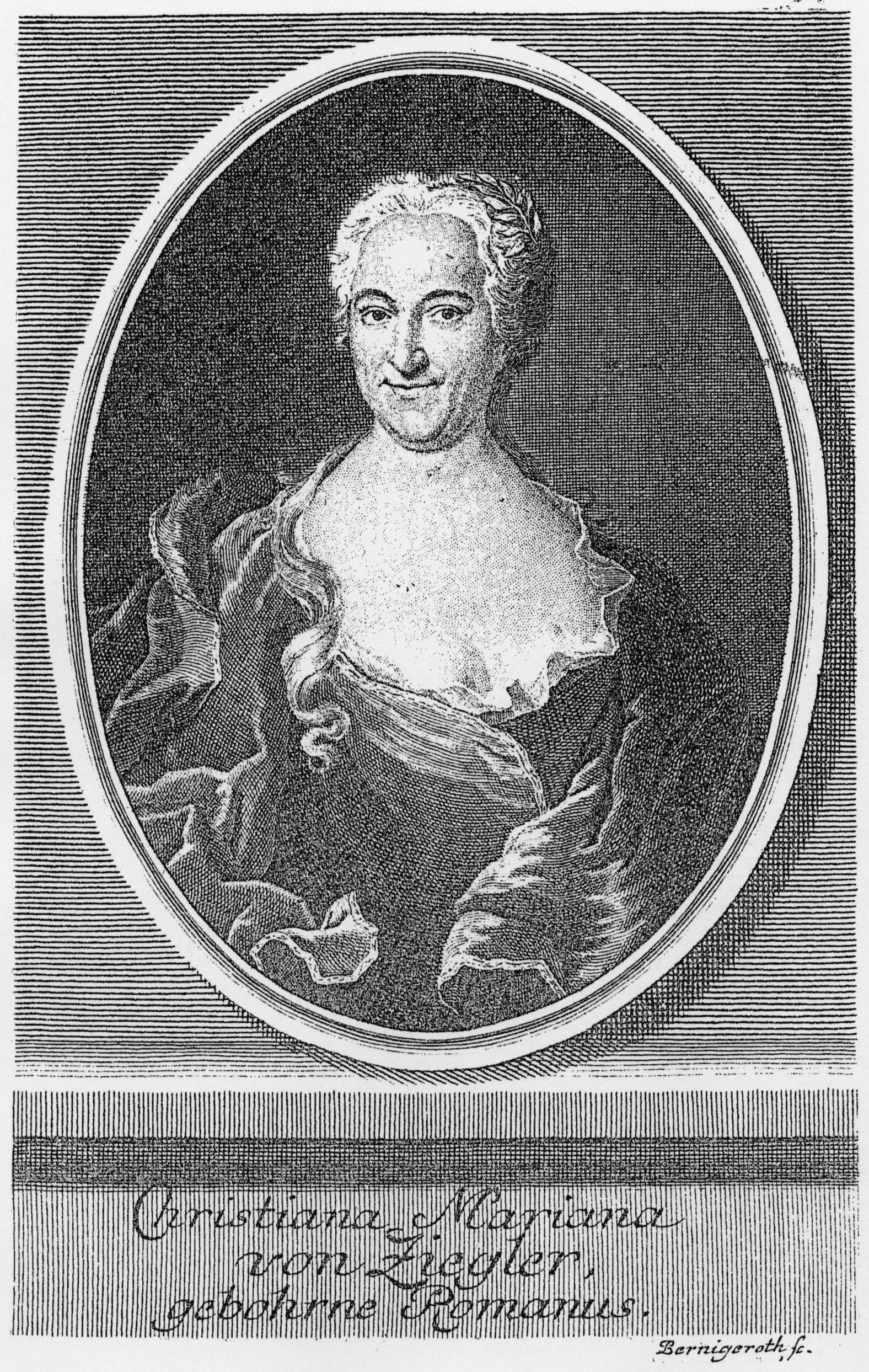
Christiana Mariana von Ziegler

Bach compose la cantate à Leipzig pour le troisième dimanche après Pâques appelé Jubilate. Les lectures prescrites pour ce dimanche sont « Soumettez-vous à tout ordre humain » de la première épître de Pierre (2, 11–20), et la partie de l'Évangile selon Jean dans laquelle Jésus annonce sa parousie dans ce qui s'appelle le « discours d'adieu », disant « votre tristesse se changera en joie » (16, 16–23). Pour cette même occasion, Bach a déjà composé Weinen, Klagen, Sorgen, Zagen BWV 12 en 1714, qu'il utilisera plus tard comme base du mouvement Crucifixus dans sa Messe en si mineur.
Au cours de sa deuxième année à Leipzig, Bach compose des cantates chorales entre le premier dimanche après la Trinité et le dimanche des Rameaux mais pour Pâques retourne vers des cantates aux textes plus variés, peut-être en raison de la  perte de son librettiste. Neuf de ses cantates pour des occasions consécutives dans la période entre Pâques et la Pentecôte sont fondées sur des textes de Christiana Mariana von Ziegler, celui-ci étant le premier de la série écrite spécialement pour Bach. Il les a peut-être commandés en 1724 pour son premier cycle de cantates mais n'a pas composé à cette époque en raison de la charge de travail exceptionnelle occasionnée par la création de la Passion selon saint Jean.
La librettiste commence avec une citation de l'Évangile, verset 20, et conclut avec la neuvième strophe du psaume Barmherzger Vater, höchster Gott (1653) de Paul Gerhardt. La poésie de von Ziegler reflète, dans une séquence de récitatifs et d'arias en deux mouvements, la tristesse face à la perte de Jésus et dans deux autres mouvements la joie à son retour prévu. Bach modifie considérablement son texte, par exemple dans le 4e mouvement supprime deux vers sur quatre et reformule les autres.
Bach dirige la cantate pour la première fois le 22 avril 1725 avec le Thomanerchor. Pour les représentations suivantes, il modifie l'instrumentation et remplace la flauto piccolo par un violon concertant ou une flûte traversière.

## Structure et instrumentation

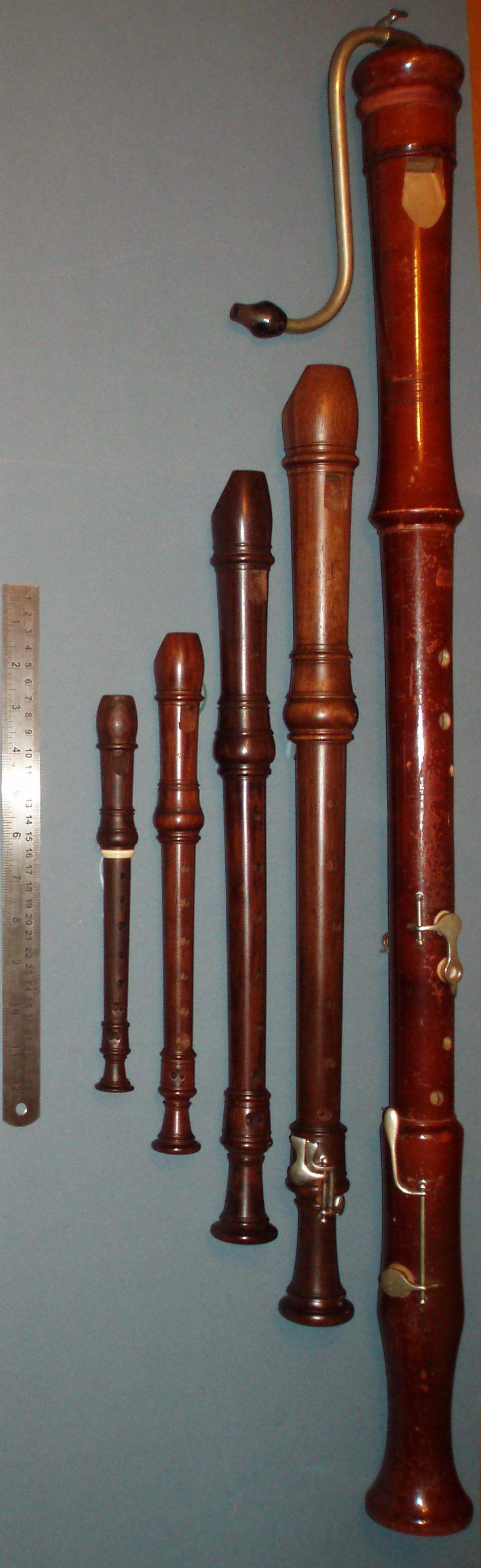
flauto piccolo (à gauche) par comparaison avec d'autres flûtes à bec.

La cantate est écrite pour trompette, flauto piccolo (flûte à bec en ré), deux hautbois d'amour, deux violons, alto et basse continue, trois solistes vocaux (soprano, alto, ténor, basse) et chœur à quatre voix.
Elle comporte six mouvements :
1. Coro e arioso (basse) : Ihr werdet weinen und heulen
2. récitatif (ténor) : Wer sollte nicht in Klagen untergehn
3. aria (alto) : Kein Arzt ist außer dir zu finden
4. récitatif (alto) : Du wirst mich nach der Angst auch wiederum erquicken
5. aria (ténor) : Erholet euch, betrübte Sinnen
6. chœur (alto) : Ich hab dich einen Augenblick

## Musique
La cantate débute en si mineur, illustrant la tristesse, mais dans le 4e mouvement passe à la tonalité majeure relative de ré majeur, illustrant le thème de la consolation dans le texte de Ziegler.
Le chœur d'ouverture est construit sur une structure inhabituelle qui comprend un passage arioso pour la voix de basse. Tous les instruments sauf la trompette jouent une ritournelle, après quoi une chorale en fugue illustre des pleurs et des lamentations du texte dans le matériel musical indépendant en un riche chromatisme. En grand contraste, le vers suivant, aber die Welt wird sich freuen (« Mais le monde se réjouira »), est chanté par le chœur intégré dans une répétition de la première partie de la ritournelle. La séquence est répétée sur une plus grande échelle : cette fois, la fugue rend les deux vers de texte comme une double fugue avec le deuxième thème tiré de la ritournelle, puis la ritournelle est répétée dans son intégralité. La basse comme vox Christi (voix du Christ) chante trois fois avec un soudain changement de tempo en adagio, Ihr aber werdet traurig sein (« Mais vous serez triste ») comme un récitatif accompagnato. Le musicologue Julian Mincham note : « Ce récitatif ne comprend que huit mesures mais son contexte lui donne un énorme impact dramatique. Le manque de respect de Bach pour l'aversion des autorités conservatrices de Leipzig pour les styles d'opéra dans la musique religieuse n'a jamais été plus évident! » Klaus Hofmann compare les « mélodies et harmonie hautement expressives » du récitatif aux Passions de Bach. Finalement, la longue séquence de fugue et de ritournelle avec chœurs revient, transposée, au texte Doch eure Traurigkeit soll in Freude verkehret werden (« Pourtant, votre tristesse sera changée en joie »). Selon Alfred Dürr, l'architecture du mouvement est une expérience à grande échelle combinant des éléments de l'ancien style d'un motet lié au texte avec la forme d'un concerto de groupes instrumentaux et de voix, comme habituellement utilisée par Bach.

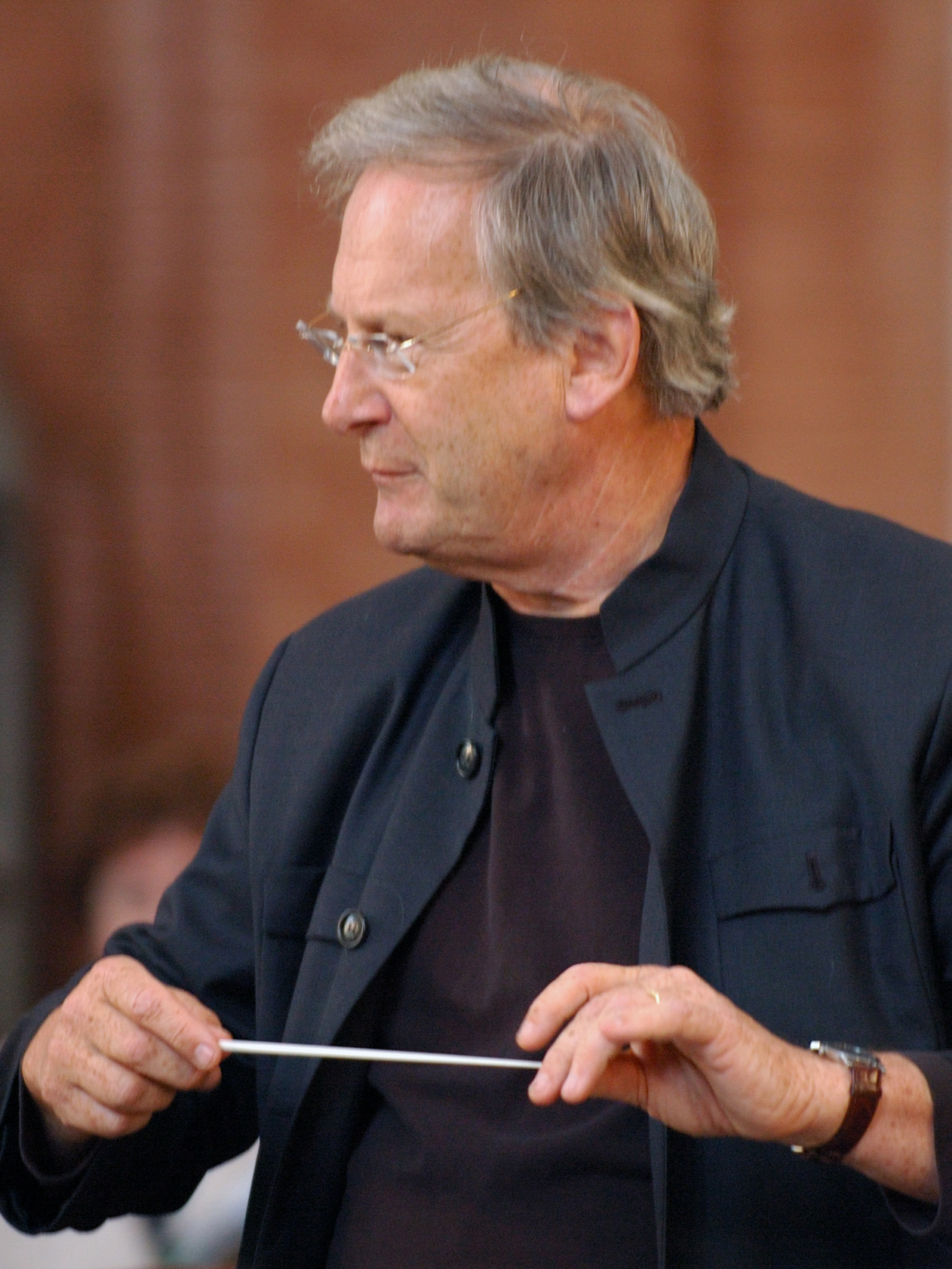
John Eliot Gardiner, 2007.

John Eliot Gardiner, qui a dirigé le « pèlerinage des cantates de Bach » avec le Monteverdi Choir en 2000, note que « [l]a stratégie de Bach est de superposer ces humeurs opposées, de les lier dans un ensemble s'éclairant mutuellement en soulignant que c'est le même Dieu qui dispense ces conditions et qui les corrige ».
Le 2e mouvement est un récitatif secco pour ténor qui se termine par une section arioso avec un mélisme « profondément émouvant » sur le mot Schmerzen (« chagrins »). Le 3e mouvement, Kein Arzt ist außer dir zu finden (« Auprès de toi ne se trouve aucun médecin »), est une aria pour alto avec la flauto piccolo en obbligato qui, selon Mincham, emploie une « figuration toujours ascendante qui modère le sentiment profond de la tragédie potentielle ». Le récitatif de l'alto « signale un changement de scène », il commence en si mineur comme le chœur d'ouverture, mais évolue vers le ré majeur et se termine par une coloratura de grande ampleur mettant en valeur le mot Freude (joie),. Le 5e mouvement Erholet euch, betrübte Sinnen (« Remettez-vous, ô sentiments troublés »), reprend les joyeuses vocalises, soutenues par la trompette et les fanfares en triades dans l'orchestre. Mincham note que la trompette « éclate sur nous avec une énergie, une acclamation et une jubilation inouïe, jusqu'à présent, dans cette œuvre ». La cantate se termine avec une disposition en quatre parties du choral, chanté sur la mélodie du Was mein Gott will, dascheh allzeit qu'utilise souvent Bach, notamment dans sa Passion selon saint Matthieu.

## Enregistrements (sélection)
- Bach Made in Germany Vol. 1 – Cantatas IV, Günther Ramin, Thomanerchor, orchestre du Gewandhaus de Leipzig, Eva Fleischer, Gert Lutze, Eterna 1951
- Les Grandes Cantates de J.S. Bach Vol. 22, Fritz Werner (de), Heinrich-Schütz-Chor Heilbronn, Orchestre de chambre de Pforzheim, Barbara Scherler (en), Georg Jelden, Jakob Stämpfli, Erato 1966
- Bach Kantaten, Vol. 8: BWV 103, BWV 85, BWV 86, BWV 144, Diethard Hellmann (de), Bachchor Mainz, Bachorchester Mainz, Marie-Luise Gilles, Kurt Equiluz, DdM-Records Mitterteich  années 1960 ?
- J.S. Bach: Das Kantatenwerk · Complete Cantatas · Les Cantates, Folge / Vol. 26 – BWV 103–106, Gustav Leonhardt, Knabenchor Hannover, Collegium Vocale Gent, Leonhardt-Consort (de), soliste du Knabenchor Hannover, Paul Esswood, Kurt Equiluz, Max van Egmond, Telefunken 1980
- Die Bach Kantate Vol. 32, Helmuth Rilling, Gächinger Kantorei Stuttgart, Bach-Collegium Stuttgart, Doris Soffel, Peter Schreier, Walter Heldwein, Hänssler (de) 1981
- Bach Edition Vol. 12 – Cantatas Vol. 6, Pieter Jan Leusink, Holland Boys Choir, Netherlands Bach Collegium, Sytse Buwalda (en), Knut Schoch (en), Bas Ramselaar (en), Brilliant Classics 1999
- Bach Cantatas Vol. 24: Altenburg/Warwick / For the 3rd Sunday after Easter (Jubilate) / for the 4th Sunday after Easter (Cantate), John Eliot Gardiner, Monteverdi Choir, English Baroque Soloists, William Towers, Mark Padmore, Julian Clarkson, Soli Deo Gloria (label) 2000
- J.S. Bach: Complete Cantatas Vol. 14, Ton Koopman, Amsterdam Baroque Orchestra, Bogna Bartosz (en), Jörg Dürmüller (en), Klaus Mertens (en), Antoine Marchand 2001
- J.S. Bach: Cantatas Vol. 36 (Cantatas from Leipzig 1725) – BWV 6, 42, 103, 108, Masaaki Suzuki, Bach Collegium Japan, Robin Blaze (en), Gerd Türk, Dominik Wörner, BIS 2006
- J.S. Bach: Kantate BWV 103 "Ihr werdet weinen und heulen", Rudolf Lutz, Schola Seconda Pratica, Ruth Sandhoff, Andreas Weller, Gallus Media 2010

## Source
- (en) Cet article est partiellement ou en totalité issu de l’article de Wikipédia en anglais intitulé « Ihr werdet weinen und heulen, BWV 103 » (voir la liste des auteurs).